# جایزه پولیتزر برای نمایش‌نامه

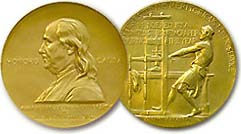
نشان پولیتزر

جایزه پولیتزر برای نمایش‌نامه (انگلیسی: Pulitzer Prize for Drama) یکی از هفت جایزه پولیتزر است که سالانه به آثاری در زمینه داستان، شعر، نمایش‌نامه و موسیقی تعلق می‌گیرد. این جایزه به آثار نمایشی اهدا می‌شود که در طول یک سال منتهی به زمان اعلام جایزه در آمریکا بر روی صحنه رفته باشند. از برندگان این جایزه می‌توان به یوجین اونیل، تنسی ویلیامز، آرتور میلر، ادوارد آلبی، سام شپارد و دیوید مامیت اشاره کرد.